# James Yorkston
James Yorkston (nacido James Patrick Yorkston Wright; 21 de diciembre de 1971) es un cantautor, autor y músico folk, escocés nacido en Kingsbarns, Fife. Lleva desde 2001 dedicándose a la música. Compagina su carrera como solista con su participación en la banda The Athletes como parte del Fence Collective y como miembro del trío Yorkston/Thorne/Khan. También se dedica a la escritura, siendo autor de varios libros de ficción y no ficción.

## Influencias y primeros años
Nacido en Fife, James Yorkston fue uno de los primeros miembros del Fence Collective, un colectivo de músicos que incluye a King Creosote, The Aliens, KT Tunstall, The Beta Band y The Pictish Trail. Yorkston es fundamentalmente un autor y cantautor que ha ido incorporado a su repertorio una gran variedad de canciones tradicionales aprendidas de cantantes como Anne Briggs, Dick Gaughan, Nic Jones, Martin Carthy, Lal Waterson, John Strachan y Adrian Crowley. Sus principales influencias declaradas son Anne Briggs, Linton Kwesi Johnson, Michael Hurley, Can y el malgache D'Gary.
Yorkston comenzó como bajista de la banda de punk Miraclehead, la cual posteriormente se llamaría Huckleberry, con la cual grabó varios discos de forma independiente. La carrera en solitario de Yorkston comenzó cuando John Peel pinchó una demo de su "Moving Up Country, Roaring the Gospel", proclamando que tenía "el mejor título de canción del año". Esto llevó a Bad Jazz Records a lanzar el tema como el debut de Yorkston en 7" bajo el nombre de "J. Wright Presents".

## Fichaje por Domino Records yMoving Up Country
Para entonces Yorkston había comenzado a tocar en solitario en Edimburgo, debutando como acompañante de Bert Jansch en el Café Royal. Buscando más actuaciones envió una copia del sencillo "Moving Up Country, Roaring the Gospel" a John Martyn, pidiéndole actuar como telonero de su próxima actuación en Edimburgo, a lo que Martyn respondió ofreciéndole a Yorkston las 31 fechas de su gira. Posteriormente firmaría con Domino Records, grabando con varios amigos y compañeros como The Athletes. Su álbum debut Moving Up Country, coproducido por Simon Raymonde de los Cocteau Twins, fue el Álbum del Año en las tiendas del sello Rough Trade Records en 2002. En 2003 Yorkston tocó en la edición inaugural del Festival Green Man.

## Just Beyond the River
Para su segundo álbum Yorkston pidió a Kieran Hebden de Four Tet que se encargara de la producción, siendo el resultado Just Beyond the River. Lanzado en vinilo, CD y en edición limitada de 2 CD con el EP Fearsome Fairytale Lovers, el álbum fue bien recibido por la prensa musical. Pete Paphides de The Times escribió: "Yorkston ha alcanzado un estado de gracia que los compositores pueden tratar de alcanzar indefinidamente: canciones que suenan no tanto escritas como cuidadosamente recuperadas de su propio subconsciente, tocadas con una intuición que raya en la telepatía. ¿Qué más se puede pedir?", mientras que Pitchfork dijo: "El disco de Yorkston crea un mundo bucólico y atemporal donde la magia permanece como un recuerdo reciente". El aumento continuado de su público dio lugar a que se le propusiera participar en giras con Beth Orton, David Gray, Tindersticks, Turin Brakes, Lambchop y Kathryn Williams, así como un espacio en la gira Accelerator por Suecia en 2003.

## The Year of the Leopard,Roaring the Gospely colaboraciones posteriores
Su siguiente disco, The Year of the Leopard (2006), fue producido por Rustin Man, quien recientemente había trabajado con Beth Gibbons (cantante principal de Portishead) en su disco Out of Season. El álbum fue, de nuevo, bien recibido por la prensa. Drowned in Sound dijo: "La voz de Yorkston es cálida y perfectamente a gusto consigo misma, llenando cada pista hasta el borde con una honestidad discreta", mientras que Alexis Petridis, en The Guardian, escribió: "esta es música que te seduce lentamente en lugar de aturdirte de golpe, dando tiempo para abrirse camino bajo tu piel. Una vez allí, sin embargo, sus encantadoras y discretas melodías, sus arreglos otoñales y sus letras cálidas e irónicas... son prácticamente imposibles de desterrar". Posteriormente, el mismo año, Yorkston tuvo la oportunidad de tocar con Bert Jansch una vez más, esta vez en París. Yorkston también invitó a Martin Carthy a tocar y compartir escenario con él en la Union Chapel de Londres el 24 de mayo de 2007.
También en 2007 Domino Records lanzó Roaring the Gospel, una colección de pistas de EP, lanzamientos en el extranjero y canciones nuevas, del cual NME dijo "Yorkston tiene un talento tan profundo como el pozo de una mina", mientras que en el sitio web de la BBC se afirmó: "Yorkston y sus Athletes bañan sus canciones con calidez, lo que les permite acurrucarse cómodamente en una exuberante cama de guitarras acústicas tiernamente acariciadas, sollozantes instrumentos de viento y un acordeón suavemente sibilante".
En octubre de 2007 Yorkston fue invitado a trabajar como Director Musical junto a Oliver Knight y el clan Waterson-Carthy en el homenaje que BBC Electric Proms tributó a Lal Waterson. El concierto fue  filmado y transmitido por la cadena BBC Radio 2 durante el programa de Mike Harding. Junto a Waterson-Carthy actuaron también Alasdair Roberts, Kathryn Williams y Lisa Knapp. 
La participación de Yorkston en Fence Collective sigue vigente en la actualidad: ha realizado giras largas con King Creosote y ha contribuido regularmente a los mini-festivales Homegame de Fence Collective junto a artistas como The Concretes y Hot Chip. Yorkston también toca en las bandas de Fence Collective The 3 Craws, Pictish Trail y U.N.P.O.C.

## When the Haar Rolls InyFolk Songs
El quinto álbum de Yorkston, When the Haar Rolls In, fue lanzado a través de Domino Records el 1 de septiembre de 2008. Los invitados incluyeron a Norma Waterson, Mike Waterson, Marry Waterson y Oliver Knight. Este fue acompañado de una edición especial con un álbum de remixes y un álbum de versiones de James Yorkston de artistas como King Creosote, U.N.P.O.C. y Cathal Coughlan. Entre las críticas positivas, el sitio web PopMatters describió el álbum como "uno de los discos más consistentemente convincentes y hermosos que se lanzarán en bastante tiempo".
En agosto de 2009 Yorkston colaboró con la banda Big Eyes Family Players en el álbum Folk Songs. Como el título sugiere, todos los temas son canciones folk tradicionales británicas e irlandesas (junto con una de Galicia, España). Muchos de ellos son versiones de canciones grabadas por cantantes pertenecientes al renacimiento del folk británico de la década de 1960, como Nic Jones, Anne Briggs y Shirley Collins. En 2012, Big Eyes Family Players lanzó un álbum a modo de continuación de este titulado Folk Songs II en el sello Static Caravan Recordings, en el cual participaron el propio Yorkston, Alasdair Roberts y Adrian Crowley.
En 2011 colaboró con The Fruit Tree Foundation, apareciendo en su álbum debut, First Edition.

## I Was a Cat from a Book
En agosto de 2012 Domino Records lanzó el séptimo álbum de Yorkston, I Was a Cat from a Book, que fue coproducido por el cantante galés David Wrench y cuenta con una aparición especial de Kathryn Williams. Entre las críticas generalmente positivas, The Line of Best Fit dijo: "Yorkston expone y juega con su conexión emocional con la vida que lo rodea, demostrando una vez más que es capaz de poner el lápiz en el papel de una manera con la que sus contemporáneos solo pueden soñar", mientras que The Arts Desk elogió "las canciones bien elaboradas de Yorkston, envueltas en cuerdas atmosféricas, y teñidas de melancolía y misterio". El álbum debutó en el Official Record Store Chart en el número 6.

## The Cellardyke Recording and Wassailing Societyy Tae Sup wi' a Fifer
El 3 de noviembre de 2012 Doogie Paul, contrabajista de The Athletes, murió de cáncer a los 40 años. Yorkston escribió la canción "Broken Wave (A Blues for Doogie)" en homenaje a su amigo, y esta canción pasaría a aparecer en su siguiente álbum, The Cellardyke Recording and Wassailing Society. Lanzado en agosto de 2014, fue producido por Alexis Taylor de la banda de synth-pop Hot Chip, y contó con invitados especiales como KT Tunstall y The Pictish Trail, entre otros. Una vez más, el álbum recibió muy buenas críticas, con la NME llamando a Yorkston "uno de los grandes compositores del país" y comentando: "Su honestidad, humor irónico y ondulante guitarra folk están en plena forma en su octavo álbum centrado en las colaboraciones".
Para el Record Store Day de 2015, Domino Records lanzó un álbum en vinilo de edición limitada titulado The Demonstrations of the Craws, con una compilación de demos de The Cellardyke Recording and Wassailing Society y I Was a Cat from a Book. Yorkston también comenzó a dirigir su propio club folk, el Tae Sup wi' a Fifer, en Kirkcaldy, Fife, con invitados como Martin Carthy, Alexis Taylor, Dick Gaughan, Richard Dawson, Bill Wells y Aidan Moffat, Karine Polwart, Lisa O'Neill, Steve Mason, Linton Kwesi Johnson, Brìghde Chaimbeul, Malcolm Middleton, Ian McMillan, Ian Rankin, Horse McDonald y Phill Jupitus.

## Yorkston/Thorne/Khan
En 2016 Yorkston lanzó el álbum Everything Sacred como parte de un trío, con Jon Thorne (un contrabajista conocido por su trabajo con el grupo electro Lamb) y Suhail Yusuf Khan, un intérprete de Sarangi de octava generación de Nueva Delhi, India, bajo el nombre de Yorkston/Thorne/Khan. La inusual mezcla de influencias musicales dio lugar a críticas entusiastas, con Folk Radio UK observando: "Hay un estado constante de flujo, un goteo continuo de influencias de uno a otro que aumenta las posibilidades creativas en lugar de diluirlas. Yorkston, Thorne y Khan han aprovechado estas posibilidades para crear un álbum que se eriza de inventiva y habilidad, un álbum que es más que la suma de sus ya impresionantes partes".
El trío lanzó otros dos álbumes aclamados por la crítica, Neuk Wight Delhi All-Stars (2017) y Navarasa: Nine Emotions (2020).

## The Route to the Harmonium
Su noveno álbum, The Route to the Harmonium, grabado en el pequeño pueblo pesquero escocés de Cellardyke y coproducido por David Wrench, fue lanzado el 22 de febrero de 2019, a través de Domino con críticas en su mayoría positivas. Drowned In Sound comentó que "su música se siente parte del paisaje en lugar de derivarse de él. El suave sweep-picking de sus guitarras extiende sus raíces profundamente sobre su herencia musical, mientras que las canciones que canta cuentan historias que se sienten como transmitidas a través de generaciones, incluso en su naturaleza profundamente personal". Mientras tanto, The Skinny lo llamó "una escucha cautivadora que exige tu atención".

## That Summer, We FlewyThe Wide, Wide River
En mayo de 2020, durante el confinamiento por el coronavirus, Yorkston preparó un álbum para descarga digital en Bandcamp, titulado That Summer, We Flew. Lo describió como un "álbum de demos, dúos, versiones y banda sonora para ayudar a engrasar un poco los engranajes durante esta época de cólera". A continuación, en enero de 2021, lanzó su décimo álbum propiamente dicho, The Wide, Wide River, grabado con el colectivo musical sueco The Second Hand Orchestra. Las canciones fueron grabadas en dos sesiones de estudio, sin que la banda hubiera escuchado previamente el material antes de la grabación.

## J. Wright Presents
En noviembre de 2021 James lanzó una recopilación en vinilo de su música electrónica instrumental, reviviendo su nombre artístico original, J. Wright Presents.
- J. Wright Presents (Bandcamp / lanzamiento en web), 2021[45]

## Escritura
En marzo de 2011 el libro debut de Yorkston, It's Lovely to be Here: The Touring Diaries of a Scottish Gent, se convirtió en el primer título de la nueva empresa editorial de Domino Records, Domino Press. En el sitio web Goodreads el libro fue descrito como "un relato único en una generación acerca del «tras la escena» del mundo de la música visto desde los ojos de un cantautor en activo", mientras que The Line of Best Fit lo llamó "un relato encantador e ingenioso de la vida en la carretera".
A principios de 2016 Freight Books publicó la novela debut de Yorkston, Three Craws. En él cuenta la historia de un artista fracasado que regresa a su hogar en Escocia desde Londres. El libro fue elogiado por The Scotsman como "una mirada sutil, perspicaz y ocasionalmente muy divertida acerca de la manera en que las pequeñas comunidades rurales a veces pueden asfixiar a los suyos, alejando a las personas mientras tiran de ellas de vuelta simultáneamente, exigiendo éxito y al mismo tiempo esperando secretamente el fracaso".

## Discografía

### Álbumes
- Moving Up Country (Domino Records), 2002 (como James Yorkston and the Athletes)
- Just Beyond the River (Domino Records), 2004 (como James Yorkston and the Athletes) – UK No. 155[50]
- The Year of the Leopard (Domino Records), 2006
- Roaring the Gospel (Domino Records), 2007 (recopilación de temas de EP, lanzamientos en el extranjero y nuevas canciones)
- When the Haar Rolls In (Domino Records), 2008 – UK No. 178[51]
- Folk Songs (Domino Records), 2009 (con the Big Eyes Family Players)
- I Was a Cat from a Book (Domino Records), 2012
- The Cellardyke Recording and Wassailing Society (Domino Records), 2014
- The Route to the Harmonium (Domino Records), 2019
- The Wide, Wide River (Domino Records), 2021 (con the Second Hand Orchestra)

### Discos de edición limitada
- J. Wright Presents (Fence Records), 2001 (como J. Wright Presents)
- 30 (Fence Records), 2004 (una pista de 30 minutos)
- Live at Le Poisson Mouillé (autoeditado, sólo disponible en los conciertos), 2006 (como James Yorkston and the Athletes)
- 'Lang Cat, Crooked Cat, Spider Cat (Fence Records), 2007
- Acoustic Sessions (autoeditado), 2008 (una colección de sesiones de radio, 2004–2008)
- My Yoke is Heavy – The Songs of Daniel Johnston (Chemikal Underground Records), 2013 (con Adrian Crowley)
- The Demonstrations of the Craws (Domino Records), 2015 (edición limitada de 500 copias en vinilo para Record Store Day)
- That Summer, We Flew (Bandcamp), 2020[52]
- J. Wright Presents (Lanzamiento en Bandcamp / sitio web, limitado a 500 copias en vinilo), 2021[45]

### Álbumes Yorkston/Thorne/Khan
- Everything Sacred (Domino Records), 2016
- Neuk Wight Delhi All-Stars (Domino Records), 2017
- Navarasa: Nine Emotions (Domino Records), 2020

### Sencillos y EPs
- "Moving Up Country" (Bad Jazz Records), 2001 (como J. Wright Presents)
- "St. Patrick" (Domino Records), 2002 (como James Yorkston and the Athletes)
- "Tender to the Blues" (Domino Records), 2002 (como James Yorkston and the Athletes)
- "The Lang Toun" (Domino Records), 2002 (como James Yorkston and the Athletes)
- "Sweet Jesus" (Domino Records), 2003
- Someplace Simple EP (Domino Records), 2003
- "Shipwreckers" (Domino Records), 2005 (como James Yorkston and the Athletes) – UK No. 88[53]
- "Surf Song" (Domino Records), 2005 (como James Yorkston and the Athletes) – UK No. 241[53]
- Hoopoe EP (Houston Party Records), 2005
- "Steady As She Goes" (Domino Records), 2006
- "Woozy With Cider" (Domino Records), 2007
- "Tortoise Regrets Hare" (Domino Records), 2008
- "Martinmas Time"/"Nottamun Town" (Domino Records), 2009 (con the Big Eyes Family Players)

### Otras contribuciones
- Migrating Bird: The Songs of Lal Waterson (Honest Jon's), 2007 – "At First She Starts"
- Ballads of the Book (Chemikal Underground), 2007 – "A Calvinist Narrowly Avoids Pleasure" (con Bill Duncan)
- Big Eyes Family Players & Friends – Folk Songs II (Static Caravan), 2012 – "Looly, Looly", "Doffing Mistress" y "A Beggar, A Beggar"

## Libros
- It's Lovely to be Here – The Touring Diaries of a Scottish Gent (Domino Press), 2011
- Three Craws (Freight Books), 2016